# Station Colchester Town
Colchester Town is een spoorwegstation van National Rail in Colchester, Colchester in Engeland. Het station is eigendom van Network Rail en wordt beheerd door Greater Anglia. Het station is geopend in 2009.